# Александра Станишић
Александра Станишић (Чачак, 13. септембар 1987) српска је новинарка и ТВ водитељка. Тренутно ради на Tанјуг ТВ.

## Биографија

### Одрастање и образовање
Александра Станишић је одрасла у Лучанима, где је завршила и основну школу. Средњошколско образовање стекла је у Пожеги. У Београду је завршила Факултет за специјалну едукацију и рехабилитацију. Током студирања била је волонтерка у хуманитарној организацији Дечје срце, специјализованој за помоћ особама са сметњама у развоју.

### Рад на телевизији
Александра се у августу 2013. године пријавила на конкурс за ТВ лице Прве српске телевизије. Успела је да уђе у најужи избор и започела је праксу током које је радила у забавном и информативном програму. Медијску препознатљивост стекла је као вишегодишња презентерка временске прогнозе на ТВ Б92.
Дана 11. септембра 2017. године дошло је до транформације ТВ Б92 у О2 ТВ, а Александра је од тада на овом каналу почела да води централну информативну емисију О2 Вести. Пошто је 2020. О2 ТВ поново преименована у Б92, Александра је наставила да води Вести у истој ТВ кући.
У јуну 2021. почела је да ради на новоформираном кабловском каналу новинске агенције Танјуг.

### Приватни живот и хобији
Александрини хобији везани су за спорт и музику. Десет година успешно се бавила каратеом. Воли да слуша електронску музику, а опробала се и у ди-џејингу. Вештину миксовања музике савладала је поред свог дугогодишег дечка Владимира Јовића, члана београдског ди-џеј двојца BTCHN.